# Гальесе, Педро
Пе́дро Дави́д Галье́се Ки́рос (исп. Pedro David Gallese Quiroz; род. 23 февраля 1990, Лима) — перуанский футболист, вратарь клуба «Орландо Сити» и сборной Перу.

## Клубная карьера
Молодёжную карьеру провёл в клубе «Универсидад Сан-Мартин». В 2009 году начал профессиональную карьеру в «Атлетико Минеро». Уже в следующем году вернулся на профессиональной основе в «Универсидад Сан-Мартин», где пробыл до 2014 года. С 2015 по 2016 года защищал цвета клуба «Хуан Аурич».
17 января 2020 года Гальесе перешёл в клуб MLS «Орландо Сити». В главной лиге США дебютировал 29 февраля в матче стартового тура сезона против «Реал Солт-Лейк», оставив свои ворота в неприкосновенности. Был отобран в число участников Матча всех звёзд MLS 2021, в котором звёзды MLS встретились со звёздами Лиги MX. По окончании сезона 2022 «Орландо Сити» предложил Гальесе, чей контракт с клубом истёк, новый контракт, и 27 декабря 2022 года стороны согласовали новый договор до конца сезона 2024 с опцией продления на сезон 2025.

## Карьера за сборную
Дебют за национальную сборную состоялся 6 августа 2014 года в товарищеском матче против сборной Панамы (3:0). Был включён в состав сборной как основной вратарь на Кубок Америки 2015 в Чили, где со сборной завоевал бронзовые награды.
Летом 2019 года Педро был приглашён в сборную для участия в Кубке Америки, который состоялся в Бразилии. В матче четвертьфинала против Уругвая его команда сыграла вничью 0:0 и победила в серии послематчевых пенальти, а он был признан лучшим игроком встречи. 4 июля 2019 года в полуфинальном матче Кубка Америки против сборной Чили (0:3), отразил пенальти Эдуардо Варгаса в стиле Паненки.
Был включён в состав сборной на Кубок Америки 2021.

## Достижения

### Командные

#### «Универсидад Сан-Мартин»
- Чемпион Перу: 2010

#### «Орландо Сити»
- Обладатель Открытого кубка США: 2022

сборная Перу
- 3-е место на Кубке Америки 2015
- 2-е место на Кубке Америки 2019

### Индивидуальные
- Участник Матча всех звёзд MLS: 2021